# ぱすてるチャイム -恋のスキルアップ-
『ぱすてるチャイム -恋のスキルアップ-』（ぱすてるちゃいむ こいのスキルアップ）は、1998年11月26日にアリスソフトから発売された18禁RPGである。2002年4月19日に廉価版が発売された。
本作はヒロインと共にダンジョンに潜り、レベル上げ、技や魔法を習得するための単位稼ぎ、アイテムの回収などを行う内容である。
本作はのちにシリーズ化され、2005年6月17日に『ぱすてるチャイムContinue』、同年12月9日にそのファンディスクである『ぱすちゃC++』、2013年2月15日『パステルチャイム3 バインドシーカー』が発売された。

## ストーリー
冒険者を夢見る主人公・相羽カイトは、二年前にルーベンス大陸のベルビア王国にある王立舞弦学園に入学したものの、怠け癖ゆえに成績が振るわず、一年後に控えた卒業も危うい状況にあった。そして、初めてのダンジョン実習で起こったハプニングで、幼馴染のミューゼルを危険な状況にしてしまった事を悔やみ、無駄に過ごしてきた二年分を取り返そうと奮起する。

## 登場人物

### メインキャラクター
相羽カイト（あいば カイト）
本作の主人公。舞弦学園の三年生であり、冒険者を夢見ている。
幼馴染のミュウと違い、怠け癖による成績不振に悩んでいる。ミュウと一緒に初めて潜ったダンションでモンスターに倒され、ロイドに助けられる。その時ロイドにミュウを守れなかった事を罵倒され、その事から強くなろうと決意する。ミュウと出会う前は、ラスタル王国に住んでいた。
続編『ぱすてるチャイムContinue』では名前のみの登場だが、ファンディスクの『ぱすちゃC++』ではミュウとともに登場している。
ミューゼル・クラスマイン
神術士志望の女の子。種族はヒューマン。愛称はミュウ。
カイトとは小学校からの幼馴染で、実家も隣同士であり、舞弦学園入学後は同じ寮で生活している。高校三年生で初めて同じクラスになる。高校生詠唱コンクールで王国二位の実績を持っており、クラスメイトからも慕われている。潜在的に魔法のキャパシティが大きい一方、生き物を傷つけるという理由で魔法は一切習っていない。カイトの事を密かに想っている。小学生の頃にカイトと交わした約束を果たすため、生き物を傷つける事を嫌いながらも冒険者を目指しており、その約束の証としてカイトに貰った手帳を大切にしている。
続編では、彼女のルートが正史扱いとなったため、カイトと共に新大陸であるコルウェイドを冒険している。
年齢: 17　身長: 160　3サイズ: 82/61/86 血液型: A型　誕生日: 6/26 (蟹座)
コレット・ブラウゼ
カイト達のクラスに転入してきた、魔法使い志望の女の子。種族はハーフエルフ。
転入初日、自分の事を憶えていなかったカイトに向かって攻撃魔法を放ち、クラスメイトと馴染みづらい状況になってしまう。しかし元々詠唱コンクールでミュウの詠唱を聞き、コレットがミュウのファンになっていた事もあって、ミュウとは初日から友達同士となる事ができた（隣の会場から聞こえてきたミューゼルの詠唱を聞いてファンになったので、当初顔は知らなかった）。父親が亡くなってしまい母親の実家に引っ越した為、光綾学園から舞弦学園に転入してきた。思ったことをはっきり言う性格でまた怒りっぽい為、カイトとよく言い争っているが根は優しい。カイトとはお互いに初恋の相手同士で、しかもハーフエルフであるため当時と容姿が殆ど変わっていなかったが、その事をカイトにはなかなか気付いてもらえない状況が続いた。（この件が、転入初日にカイトに魔法攻撃を放った原因）。
続編でも登場はするものの成長した姿での登場シーンは無い（ファンディスクでは、成長した姿で登場）。
年齢: 17　身長: 143　3サイズ: 66/51/68　血液型: B型　誕生日: 12/25 (山羊座)
セレス・ルーブラン
カイトの同学年のエルフの少女。視力が悪いため、メガネを着用している。
おっとりとして天然でドジな性格の為、クラスメイトのグロリアと光代に虐められているが、そのことをカイトに指摘されるまで本人は虐められていると思っていなかった（嫌がらせは、自分のドジな性格に原因があると思い込んでいた）。本人曰く「魔法が全くダメだったので、しかたなくスカウトを志望した」との事だが、スカウトとして技能は高い。セレスが使う弓の矢尻は飴で出来ている（一本だけ本物がある）。美術と植物に興味があり詳しい。水泳が苦手。首に鈴の付いたチョーカーを着けている。美術部に所属しているため美術部顧問のロニィと仲が良く、ロニィから男の悦ばせかたなどを色々と教え込まれている。愛用のメガネフレームには祖母の名前（クリス・ループラン）が刻まれている。
続編では数年間プロ冒険者として活動した後に光陵学園の新人教師となり、主人公のクラス担任として再登場を果たす。
年齢: 17　身長: 158　3サイズ: 86/59/87 血液型: A型　誕生日: 4/15 (牡羊座)
竜胆沙耶（りんどう さや）
カイトの同学年で戦士志望の女の子。種族はヒューマン。
剣の腕はかなりのもので、クーガーによく勝負を挑まれては返り討ちにしている。状況判断も的確なので冒険者としての資質が高い。ダンジョン実習では技量の低い者ともパーティを組むので、パートナーの申し込みが殺到しているものの、男女を問わず人間的に気に入った相手としかパーティを組まない。また行動は基本的に勢い任せで、やる気の無い者にはきつく当たるが、一生懸命なら足手まといの者でも絶対に見捨てるような真似はしない。ミュウの親友でミュウからは「さやちゃん」と呼ばれているが、本人は恥ずかしいらしく大半の友人には「竜胆」と呼んでもらっている。男勝りな性格だが流行につられやすい一面もある。
続編ではSクラスのプロ冒険者として登場しているほか、妹のリナも登場している。
年齢: 17　身長: 153　3サイズ: 78/56/83　血液型: O型　誕生日: 3/10 (魚座)

### サブキャラクター
小沢千佐人（おざわ ちさと）
舞弦学園の一年生。種族はヒューマン。
女の子の様な顔立ちと名前だが男の子らしい。実家は剣術道場をやっている。学食で何故かメニューに載っているお子様ランチをよく食べている。隠しヒロインの一人。
ロイド・グランツ
カイトの同級生の少年。種族はヒューマン。
騎士の家の生まれで、容姿端麗で文武両道。ミュウに惚れており、ミュウの幼馴染のカイトを目の敵にしている。ミュウの人形（自作?）を大事に持っている。
式堂甲斐那（しきどう かいな）
刹那の兄。種族はヒューマン。
5月の雨の日にカイトに傘を借り、その傘を返しに来た時、成績不振に悩むカイトを見かねて、剣士としてカイトの特訓相手になる。
その正体は、一度死んだ肉体を魔王ラガヴリの手により蘇生され、支配された存在。カイト達とは今までの交流にから対立することを本心では望まなかったが、自分たちが生き続けるためにあえて対立し戦闘後、刹那と共に死亡した。
続編では、黒猫に転生して同じく転生した刹那と共に登場する。
式堂刹那（しきどう せつな）
甲斐那の妹。種族はハーフエルフ。
兄と共にカイトと出会い、術士としてカイトの特訓相手になる。
正体は、甲斐那同様ラガヴリによって支配された存在で、彼女もまたカイト達との対立を望まなかったが、兄と共に対立しカイト達と戦闘。戦闘後、甲斐那と共に死亡した。
続編では、エルフの少女に転生し、メインヒロインとして再登場する。
ベネット・コジュール
魔法担当の女教師でカイトのクラス担任。種族はエルフ。
かなり説教じみているが、生徒思いの真面目な性格。
続編では、舞弦学園を離れ、光陵学園の学園長として再登場する。
バド・ウィケンズ
神術担当の老教師。種族はヒューマン。
ボケているのか、カイトの名前をよく間違えたり、ふらふらダンジョンを徘徊したりしている。
レパード・ウォルシュ
戦士担当の教師。種族はヒューマン。
熱い性格をしている一方、自分の世界に入ってしまう。
ロニィ・スタインハート
スカウト担当の女教師。種族はヒューマン。
元怪盗でベネットの先輩。スカウト担当だけあってダンジョンに罠や宝箱などを仕掛けをしている他、アイテムの鑑定を有料で行っている。
続編に登場するルビィ・スタインハートは、ロニィの双子の妹にして怪盗時代のパートナーである。
ティオ・マーチェン
生徒が脱走しないように交代で校門の門番をしている体育教師。種族はヒューマン。
体を鍛えるのが趣味で、一年中タンクトップを着ている。
ナリタ・キクエ
購買部の従業員で、生徒達からはおキクさんと呼ばれている。種族はヒューマン。
ミュウをいたく気に入っており、息子（35歳）の嫁にと誘っている。ダンジョンでも慣れた様子で動き回っている。
身延陽子（ようこ）
カイトのクラスでクラス委員長を務める少女。種族はヒューマン。
ロイドに惚れており、何度もロイドを実習に誘っているが全て断られている。
卒業後は、Bクラス冒険者として活動している。
クレア・バッソ
カイトのクラスメイトで保健委員の少女。種族はヒューマン。
戦いが嫌いでダンジョンにあまり行かない為、ベネットに注意されている。体育教師のティオに惚れている。大人しく地味な性格。
卒業後はBクラス冒険者になったが、後に引退した模様（引退の理由は不明）。
朝見しんご
カイトのクラスメイトの少年。種族はヒューマン。
人が良い為ロニィにいいように扱き使われている。
卒業後は、Bクラス冒険者として活動している。
クーガー・ベルツ
カイトのクラスメイトの少年。種族はヒューマン。
いつも沙耶に勝負を挑んでおり、何回も負ける内に卑怯な手を使うようになるが、仲間想いのいい所もある。
卒業後は、Aクラス冒険者として活動している。
苅部（かりべ）譲
カイトのクラスメイト。種族はヒューマン。
勉強ばかりしている。
卒業後は、Bクラス冒険者として活動している。
光代（みつよ）
セレスのクラスメイト。種族はヒューマン。
いつもグロリアと二人でセレスを虐めており、その事をカイトに注意されて以来、彼の事を逆恨みして嫌っている。
グロリア
セレスのクラスメイト。種族はヒューマン。
いつも光代と二人でセレスを虐めており、その事をカイトに注意されて以来、彼の事を逆恨みして嫌っている。

## スタッフ
- シナリオ：HIRO
- メインキャラクター原画：Karen
- ランサー・モンスター原画：佐伯たかし

## 関連商品

### カードゲーム
Lycee
シルバーブリッツのトレーディングカードゲーム、Lyceeに参戦している。収録エキスパンションは、Alicesoft1.1など。